# Christina Rieder
Christina Rieder (ur. 29 grudnia 1993 w Zell am See) – austriacka biathlonistka.
Po raz pierwszy na arenie międzynarodowej pojawiła się w 2012 roku, kiedy wystąpiła na Mistrzostwach Europy w Osrblie. Zajęła tam między innymi 4. miejsce w sztafecie mieszanej.
W Pucharze Świata zadebiutowała 13 grudnia 2014 roku w Hochfilzen, zajmując 12. miejsce w sztafecie.
Po sezonie 2021/2022 zakończyła sportową karierę.

## Osiągnięcia

### Mistrzostwa świata
| Rok  | Miejscowość | Konkurencje | Konkurencje | Konkurencje | Konkurencje | Konkurencje | Konkurencje | Konkurencje |
| Rok  | Miejscowość | IN          | SP          | PU          | MS          | RL          | MR          | SR          |
| ---- | ----------- | ----------- | ----------- | ----------- | ----------- | ----------- | ----------- | ----------- |
| 2016 | Oslo        | nd.         | 86.         | nd.         | nd.         | nd.         | nd.         | nd.         |
| 2017 | Hochfilzen  | 60.         | nd.         | nd.         | nd.         | DSQ         | nd.         | nd.         |

### Mistrzostwa świata juniorów
| Rok  | Miejscowość  | Konkurencje | Konkurencje | Konkurencje | Konkurencje | Konkurencje | Konkurencje | Konkurencje |
| Rok  | Miejscowość  | IN          | SP          | PU          | MS          | RL          | MR          | SR          |
| ---- | ------------ | ----------- | ----------- | ----------- | ----------- | ----------- | ----------- | ----------- |
| 2013 | Obertilliach | 21.         | 58.         | 40.         | nd.         | 8.          | nd.         | nd.         |
| 2014 | Presque Isle | 9.          | 32.         | 33.         | nd.         | nd.         | nd.         | nd.         |

### Mistrzostwa Europy
| Rok  | Miejscowość          | Konkurencje | Konkurencje | Konkurencje | Konkurencje | Konkurencje | Konkurencje | Konkurencje |
| Rok  | Miejscowość          | IN          | SP          | PU          | MS          | RL          | MR          | SR          |
| ---- | -------------------- | ----------- | ----------- | ----------- | ----------- | ----------- | ----------- | ----------- |
| 2012 | Osrblie              | nd.         | 15.         | 12.         | nd.         | nd.         | 4.          | nd.         |
| 2013 | Bansko               | 12.         | 24.         | 15.         | nd.         | nd.         | 5.          | nd.         |
| 2014 | Nové Město na Moravě | 4.          | 43.         | 27.         | nd.         | nd.         | nd.         | nd.         |
| 2015 | Otepää               | 2.          | 55.         | DNS         | nd.         | 13.         | nd.         | nd.         |
| 2017 | Duszniki-Zdrój       | 31.         | 23.         | 17.         | nd.         | nd.         | 7.          | nd.         |
| 2018 | Ridnaun              | 28.         | 17.         | 18.         | nd.         | nd.         | nd.         | 6.          |

### Puchar Świata

#### Miejsca w klasyfikacji generalnej
| Sezon     | Miejsce |
| --------- | ------- |
| 2014/2015 | -       |
| 2015/2016 | 90.     |
| 2016/2017 | 84.     |
| 2017/2018 | -       |
| 2018/2019 | 93.     |
| 2019/2020 | 48.     |
| 2020/2021 | 88.     |
| 2021/2022 | 103.    |